# 15-idrossiprostaglandina-I deidrogenasi (NADP+)
La 15-idrossiprostaglandina-I deidrogenasi (NADP+) è un enzima appartenente alla classe delle ossidoreduttasi, che catalizza la seguente reazione:
(5Z,13E)-(15S)-6,9α-epossi-11α,15-diidrossiprosta-5,13-dienoato + NADP+ ⇄ (5Z,13E)-6,9α-epossi-11α-idrossi-15-oxoprosta-5,13-dienoato + NADPH + H+
L'enzima è specifico per la prostaglandina I2.